# Haus Albert

Wappen des Charles d’Albert, duc de Luynes

Albert ist eine Familie des französischen Adels, das u. a. den Titel Herzog von Luynes führt.

## Geschichte
Es stammt aus Florenz und musste die Stadt als Anhänger der ghibellinischen Partei im letzten Quartal des 14. Jahrhunderts verlassen. Luigi Alberti floh nach Südfrankreich, sein Sohn Tommaso (Thomas) war bereits Herr von Boussargues und amtierte als Vogt im Vivarais und Valentinois, Léon d’Albert (X 1544) war Co-Seigneur de Luynes, heute ein Ortsteil von Aix-en-Provence.

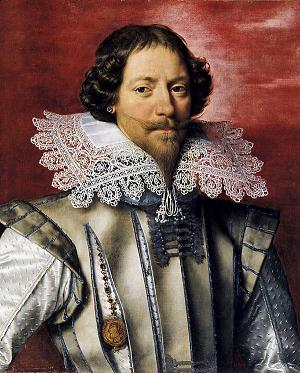
Charles d’Albert (1578–1621), 1. Duc de Luynes

Der Aufstieg der Familie aus dem niederen provenzalischen Adel in den Rang eines Pair de France vollzog sich innerhalb weniger Jahre. Charles d’Albert wurde 1611 der Falkner und schließlich engste Freund und Vertraute des jungen Königs Ludwig XIII., für den er 1617 einen Staatsstreich gegen dessen Mutter Maria de’ Medici initiierte, in dessen Folge Ludwig ihn zu seinem Ersten Minister machte. 1619 wurde Charles zum Herzog von Luynes erhoben und 1621 zum Connétable von Frankreich ernannt. Das Herzogtum bestand seinerzeit aus der Grafschaft Maillé in der Touraine einschließlich der davon abhängigen Gebiete, die wiederum aus der Baronie Maillé und der Herrschaft Rochecorbon gebildet worden war. Der Name Luynes wurde vom provenzalischen Ort Luynes übernommen, der zur Besitz der Familie Albert gehörte.
Charles Bruder Honoré wurde 1619 zum Marschall von Frankreich ernannt und 1621 zum Herzog von Chaulnes und Pair de France erhoben. Léon d’Albert, der dritte Bruder, heiratete 1620 die Erbin des Herzogtums Piney-Luxembourg und erhielt zu diesem Titel ebenfalls den Rang eines Pairs. Weitere Herzogs- und Fürstentitel kamen bald hinzu: Duc de Chevreuse für den zweiten Herzog von Luynes, Duc de Montfort l’Amaury, Duc de Picquigny, Prince de Neufchâtel, Prince d’Orange etc.
Gegenwärtiges Familienoberhaupt ist Philippe d’Albert de Luynes, 13. Duc de Luynes, Duc de Chevreuse (* 1977) mit Familiensitz auf Schloss Luynes im Loiretal und Schloss Dampierre bei Paris.

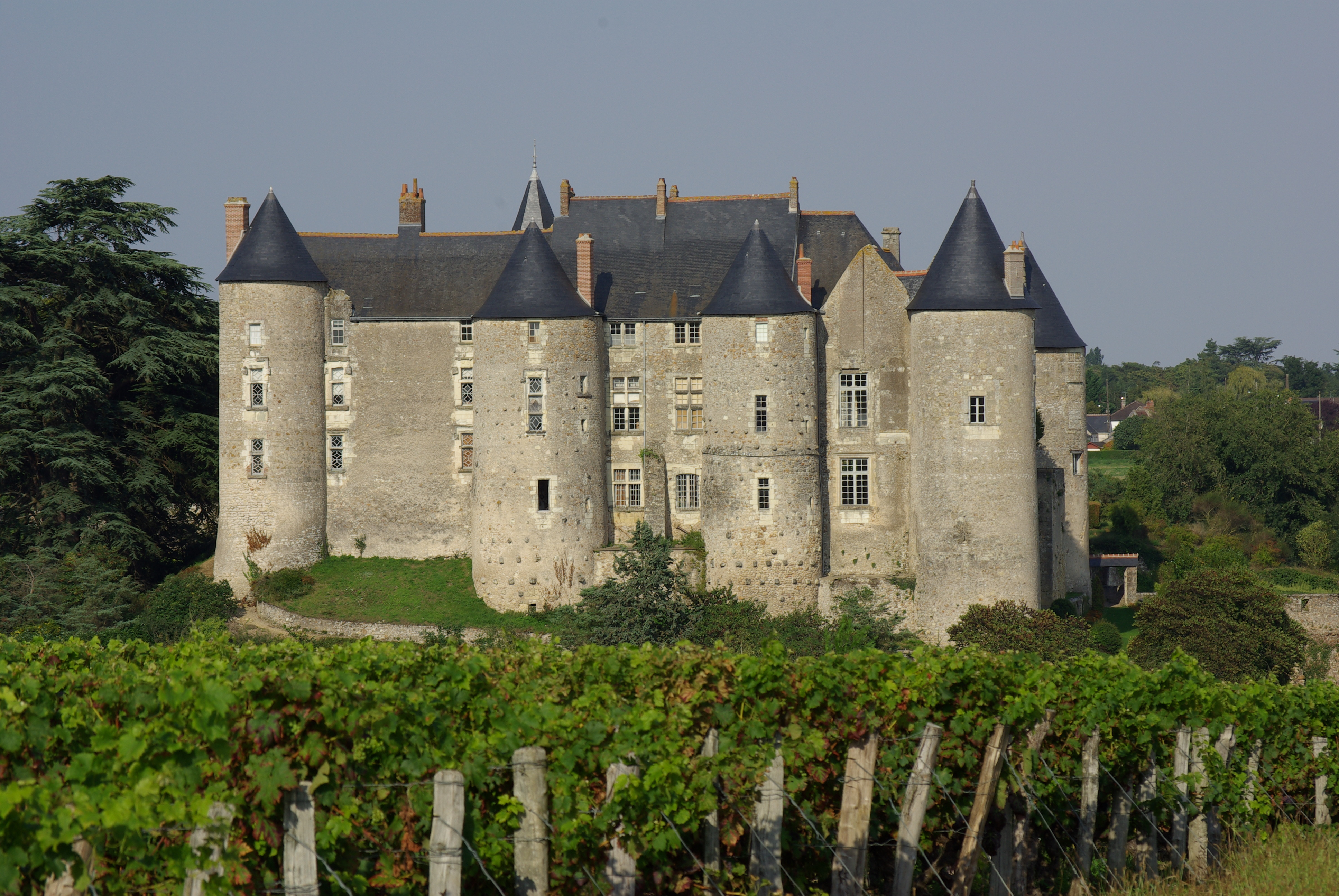
Schloss Luynes im Loiretal
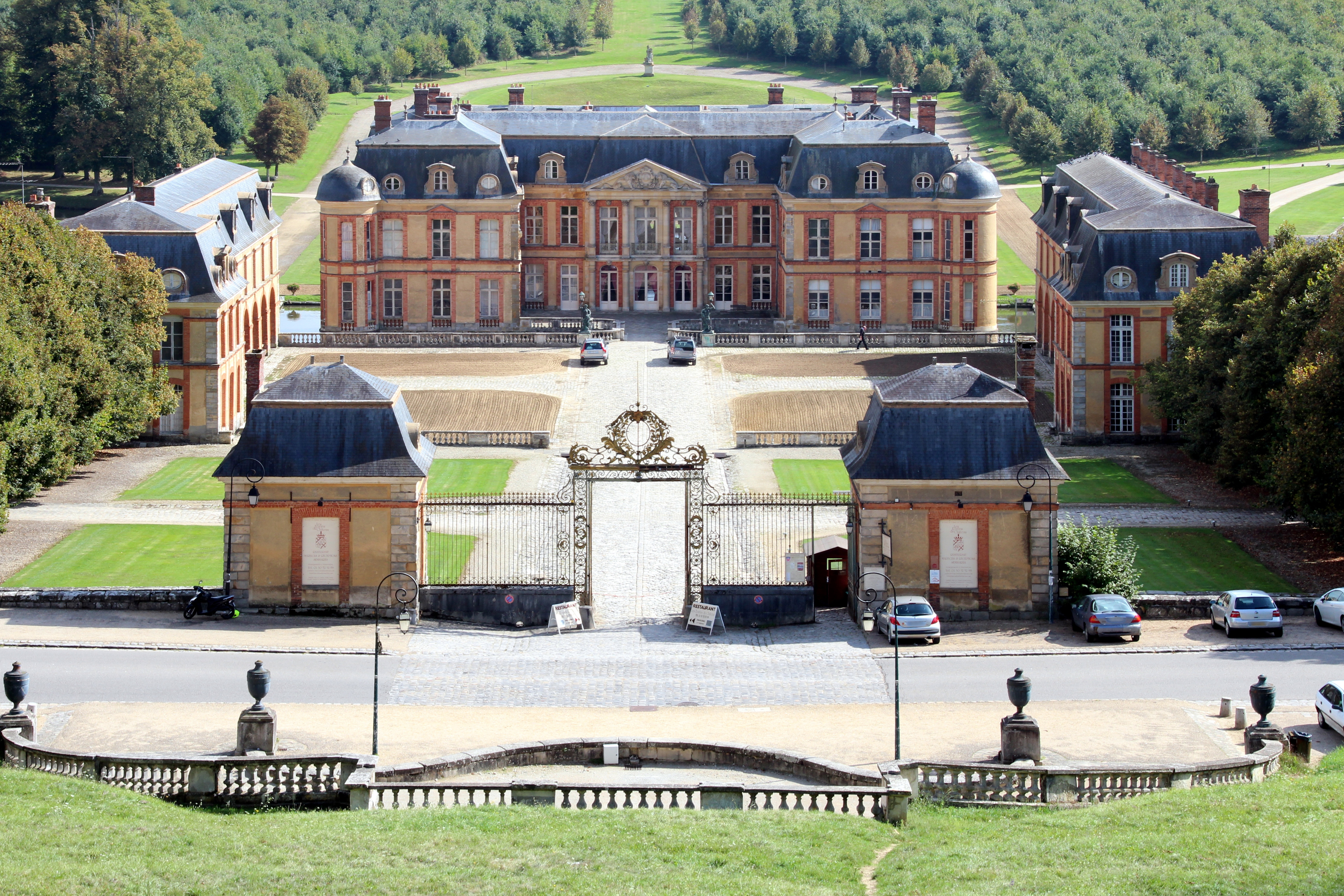
Schloss Dampierre (Yvelines)

Das oberitalienisch-österreichische Adelsgeschlecht der Alberti von Poja entstammt diesem französischen Geschlecht.

## Stammliste

### Die ersten Generationen
1. Tommaso Alberti, † 1374, aus Florenz ⚭ Marguerite Gianfilazzi, † 23. März 1401
  1. Luigi Alberti, * 1365, † 1427, floh in die Provence und ließ sich in Pont Saint-Esprit nieder; ⚭ Alessandra de Ricci, † 22. Oktober 1400
    1. Tommaso Alberti (Thomas d’Albert), † 28. August 1455, Seigneur de Boussargues, Vogt des Vivarais und des Valentinois ; ⚭ Panitte Champelle.
      1. Hugues, Seigneur de Boussargues, de Sabran et de Sagriès; ⚭ 8. Oktober 1450 Catherine, Tochter von Jean de Malingris, Seigneur de Gaujac
        1. Jacques, Seigneur de Boussargues, de Sabran et de Sagriès; ⚭ 22. Oktober 1492 Douce, Tochter von Jacques de Sarras, Seigneur de Fontarèches.
          1. Léon, X 14. April 1544 Cérizols, Co-Seigneur de Luynes ; ⚭ 21. September 1535 Jeanne, Tochter von Antoine de Ségur, Seigneur de Ribes
            1. Honoré, † 6. Februar 1592, Seigneur de Luynes, de Brantes, de Cadenet et de Mornas; ⚭ 6. März 1573 Anne, Tochter von Honoré de Rodulf, Seigneur de Limans – Nachkommen siehe unten

          2. Louis
          3. NN, * posthum

        2. Guillaume

      2. Jean L'Aîné, † nach 1484 Seigneur de Boussargues ; ⚭ Catherine, Tochter von Louis de Besiers, Seigneur de Saint-Julien
        1. Thomas, †nach 1518, Seigneur de Boussargues, Baron de Montclus; ⚭ I 1483 Catherine Hebrard; ⚭II Alienor d'Urre, Tochter von Jean d'Urre, Seigneur de Teyssières et de Venterol
          1. (I) Claude; ⚭1518 Francois de Fiennes
          2. (I) Gabrielle; ⚭ 1. Februar 1522 Antoine de Banes, Seigneur d'Avéjan
          3. (I) Jeanne; ⚭ 20. November 1531 Antoine Vicenobre, Seigneur de Ferrières
          4. (II) Louise, Dame de Boussargues; ⚭ I 18. Februar 1531 Jean de Montfaucon, Seigneur de Canilhac; ⚭ II 1548 Andre d'Aragouse

        2. Théobald, † 29. Januar 1526, Seigneur de Saint-André et de Saint-Lorent, Baron de Montclus; ⚭ I 1486 Michelette de Bagnols, Dame de Sabran; ⚭ II Gabrielle, Dame de Mondragon.
          1. (II) Paul, † nach 1576, Seigneur de Mondragon; ⚭ Jeanne de Lascaris
          2. (II) Edouard, † Nîmes 15. November 1570, Seigneur de Sabran, Gouverneur von Nîmes; ⚭ 1564 Marguerite de Bourdicq, Tochter von Pierre de Bourdicq, Gouverneur von Montpellier
            1. Marguerite, Dame de Sabran; ⚭1588 Charles Audibert, Seigneur de Lussan et de Goudargues

          3. (II) Marguerite, † 1591, Äbtissin von Notre-Dame-des-Plans
          4. (II) Louise; ⚭ I Jean de Sado, Seigneur de Rosmenil; ⚭ II 6. Januar 1555 Francois de Mistrals, Baron de Croze

      3. Jean Le Jeune, Seigneur de Montclus
      4. Jacques, † 1505, Kanoniker.
      5. Pierre
      6. Claude, Kanoniker
      7. Charles, Cluniazenser
      8. Catherine ; ⚭ I Geoffroy de Boudilhon ; ⚭ II Michel de Solas
      9. Delphine ; ⚭ Pierre de Marroan
      10. Louise ; ⚭ Jean de Clari

### 16./17. Jahrhundert
1. Honoré, † 6. Februar 1592, Seigneur de Luynes, de Brantes, de Cadenet et de Mornas; ⚭ 6. März 1573 Anne, Tochter von Honoré de Rodulf, Seigneur de Limans – Vorfahren siehe oben
  1. François
  2. Charles * 1578, † 15. Dezember 1621, Seigneur und August 1619 Duc de Luynes, Pair de France (Patentbrief für Luynes August 1619, registriert 14. November 1619), 2. April 1621 Connétable von Frankreich ; ⚭ 11. September 1617 Marie, Tochter von Hercule Duc de Montbazon, † 1679 (Haus Rohan)
    1. Louis-Charles, * Dezember 1620, † 20. Oktober 1690, Duc de Luynes, Duc de Chevreuse, Marquis d’Albert, Comte de Tours, Pair de France ; ⚭ I Louise, Marquise d'O, Dame de Sorel, de Chars et de Villiers, Tochter von Pierre III. Séguier, Marquis d'O, † 1651 (Haus Séguier) ; ⚭ II Anne, Tochter von Hercule Duc de Montbazon, † 1684 (Haus Rohan) ; ⚭ III 23. Juni 1685 Marguerite, Tochter von Etienne III., Seigneur de La Rivière (Haus Haligre) – Nachkommen siehe unten
    2. Tochter
    3. Anne-Marie, † 21. September 1646.

  3. Honoré, * 1581, † 30. September 1649, Seigneur de Cadenet, Januar 1621 Duc de Chaulnes, Pair de France (Patentbrief für Chaulnes Januar 1621, eingetragen 9. März 1621), 6. Dezember 1619 Marschall von Frankreich; ⚭ 1619 Claire, Comtesse de Chaulnes, Vidame d’Amiens, Dame de Picquigny, de Rayneval et de Migny, Tochter von Philippe d'Ailly, Seigneur de Picquigny, † 17. September 1681 (Haus Ailly)
    1. Henri-Louis, † 21. Mai 1653, Duc de Chaulnes et Vidame d'Amiens, Pair de France, ⚭ 3. Mai 1646: Françoise, Tochter von Nicolas (V.) de Neufville, Duc de Villeroy, † 1701 (Haus Neufville)
    2. Charles, Marquis de Rayneval, † 1647.
    3. Charles d’Albert d’Ailly, † 4. September 1698, Duc de Chaulnes, Pair de France ; ⚭ 11. April 1665: Elisabeth, Tochter von Jérôme Le Féron, Seigneur de Savigny, † 6. Januar 1699.
    4. Armand, † 29. April 1656, L'Abbé de Chaulnes.
    5. Anne, † 4. Februar 1672, Äbtissin von Saint-Pierre de Lyon
    6. Marie-Madeleine, † 15. Februar 1687, Äbtissin von Abbaye-aux-Bois
    7. Charlotte,† 1. März 1707, Nonne
    8. Antoinette, † 1708, Äbtissin von Saint-Pierre de Lyon

  4. Léon, † 25. November 1630, Seigneur de Brantes, Pair de France (für Piney-Luxembourg), ⚭ 6. Januar 1620, Marguerite Charlotte de Luxembourg, Duchesse de Piney-Luxembourg, Princesse de Tingry, Comtesse de Brienne, de Ligny et de Roussy, Vicomtesse de Machaut, Baronne de Rameru, d'Hueliers, d'Hedineux, de Vendœuvre, de Montbeson et de Gandelus, Dame und später Baronne de Dangu, Dame de Thoré, de Pongy, de Warneston et de Ghistelles, † 1680, Tochter von Henri Duc de Piney-Luxembourg (Haus Luxemburg-Ligny)
    1. Henri-Léon, * 5. August 1630, † 19. Februar 1697, Duc de Piney-Luxembourg, Pair de France, tritt am 1. März 1661 seine Duché-pairie an Madeleine de Clermont-Tonnerre ab (Haus Clermont-Tonnerre)
    2. Marie-Charlotte, † 16. Juli 1706, Princesse de Tingry,

  5. Marie, † 1686 ; ⚭ Claude de Grimoard, Seigneur de Bonneval.
  6. Antoinette, † 22. Mai 1644 ; ⚭ I 12. Juni 1605 Barthélemy, Seigneur du Vernet ; ⚭ 15. April 1628 Henri Duc de Bouillon, † 1652 (Haus La Tour d’Auvergne)
  7. Louise, † 1619 ; ⚭ Antoine de Villeneuve, Seigneur de Mons, † April 1682
  8. Anne, Nonne.

### 17./18. Jahrhundert
1. Louis-Charles, * Dezember 1620, † 20. Oktober 1690, Duc de Luynes, Duc de Chevreuse, Marquis d’Albert, Comte de Tours, Pair de France ; ⚭ I Louise, Marquise d'O, Dame de Sorel, de Chars et de Villiers, Tochter von Pierre III. Séguier, Marquis d'O, † 1651 (Haus Séguier) ; ⚭ II Anne, Tochter von Hercule Duc de Montbazon, † 1684 (Haus Rohan) ; ⚭ III 23. Juni 1685 Marguerite, Tochter von Etienne III., Seigneur de La Rivière (Haus Haligre) – Vorfahren siehe oben
  1. (I) 3 Söhne
  2. (I) Charles-Honoré, * 7. Oktober 1646, † 5. November 1712, Duc de Luynes, Duc de Chevreuse (Januar 1692 mit Ludwig XIV gegen die Grafschaft Montfort-l’Amaury getauscht, die zum Herzogtum erhoben wird), ⚭ 3. Februar 1667 Jeanne, Tochter von Jean-Baptiste Colbert, Marquis de Seignelay, † 1732 (Haus Colbert)
    1. Charles-Jean, * 27. Oktober 1667, † 3. August 1672, Duc de Montfort-l'Amaury
    2. Honoré-Charles, * 6. Dezember 1669, X 13. September 1704, Duc de Montfort-l'Amaury, 29. Januar 1702 Feldmarschall ; ⚭ 18. Februar 1694 Marie-Anne, Tochter von Philippe de Courcillon, Marquis de Dangeau, † 28. Juni 1718.
      1. Charles-Philippe, * 30. Juli 1695, † 2. November 1758 Schloss Dampierre, Duc de Luynes, Duc de Chevreuse, Duc de Montfort-l'Amaury, Comte de Tours, Baron de La Rochecourbon, de Semblançay et de Saint-Michel, Pair de France, ⚭ I 24. Februar 1710 Louise-Léontine de Bourbon-Soissons (1696–1721), Titularprinzessin von Neuchâtel und Valangin, Dame de Bonnétable, Coulommiers, Gräfin von Noyers und Dunois, Tochter von Louis-Henri de Bourbon-Soissons und Angélique Cunégonde de Montmorency-Luxembourg; ⚭ II 15. Januar 1732 Marie Brulart de La Borde † 11. September 1763.
        1. (I) Elisabeth-Angélique, * 28. Juli 1715, † 2. Januar 1722
        2. (I) Marie Charles Louis, * 24. April 1717, † 8. Oktober 1771, Duc de Luynes, Duc de Chevreuse, Duc de Montfort-l'Amaury, Prince de Neufchâtel, Prince d'Orange, Prince de Wallengin, Pair de France, 1743 Feldmarschall, 1748 Generalleutnant ; ⚭ I 22. Januar 1735 Thérèse Pélagie d’Albert de Grimberghen, † 1736, Tochter von Ludwig Joseph d’Albert de Luynes von Grimbergen, kaiserlicher Botschafter in Frankreich, und Madeleine Marie Honorine Charlotte, princesse de Berghes (siehe unten); ⚭ II 5. Juli 1736 Henriette, Tochter von Procope Pignatelli Comte d’Egmond, † 1. September 1782 – Nachkommen siehe unten
        3. (I) Marie-Charlotte, * 21. September 1719, † 11. August 1721

      2. Charlotte-Mélanie, * 10. September 1696, † 12. April 1761, Nonne
      3. Marguerite-Eustachie, * 2. Oktober 1697, † 11. März 1736, Nonne
      4. Paul, * 5. Januar 1703, Duc de Montfort-l'Amaury, Bischof von Bayeux 17. August 1729 – 21. September 1753, Erzbischof von Sens 26. November 1753 – 21. Januar 1788, Kardinal 5. April 1756, 28. März 1743 Mitglied der Académie Française (Sessel 29).

    3. Marie-Anne, * 1671, † 17. September 1694 ; ⚭ 28. August 1686 Charles I. Duc de Piney-Luxembourg, † 1726 (Haus Montmorency)
    4. Marie-Thérèse,* 11. Januar 1673 ; ⚭ I 2. April 1693 Michel Comte de Morstein, X 18. April 1695 ; ⚭ II 6. August 1698 Ismidon Comte de Sassenage (Haus Sassenage)
    5. Marie-Françoise, * 15. April 1678, † 1734 ; ⚭ 26. Januar 1698 Charles Duc de Lévis, † 1734. (Haus Lévis)
    6. Louis Auguste, * 22. Dezember 1678, † 9. November 1744, Duc de Chaulnes (Patenbrief für Chaulnes Oktober 1711, registriert 30. November 1711), Vidame d'Amiens, Comte de Picquigny et de Vignacourt, Pair de France, 11. Februar 1741 Marschall von Frankreich ; ⚭ 21. Juli 1704 Marie, Tochter von Henri III, Marquis de Lavardin (Haus Beaumanoir)
      1. Louis-Marie, * 31. Juli 1705, † 23. November 1724, Vidame d'Amiens,
      2. Charles-François, * 6. September 1707, † 14. Juni 1731, Comte de Picquigny, Vidame d'Amiens, Pair de France,⚭ 20. Januar 1729 Marie, Tochter von Philippe, Marquis de Courcillon.
        1. Marie-Thérèse, * 18. November 1730

      3. Marie-Thérèse, * 10. Februar 1709, † 10. April 1756 ; ⚭ 26. Januar 1722: Louis de Rougé, Marquis du Plessis-Bellière (Haus Rougé).
      4. Marie-Françoise, * 4. August 1710, † 11. Juli 1765.
      5. Michel Ferdinand, * 31. Dezember 1714, † 23. September 1769. Duc de Chaulnes, Comte und 1762 Duc de Picquigny, Vidame d'Amiens, Pair de France ;⚭ 23. Februar 1734 Anne, Tochter von Joseph Bonnier Baron de Mosson.
        1. Joseph-Louis, * 24. November 1741, † 1793, Duc de Chaulnes, Duc de Picquigny, Vidame d'Amiens, Pair de France ; ⚭ 23. Mai 1758: Marie, Tochter von Charles Duc de Luynes, † 1781 (siehe oben)

    7. Louis-Nicolas, * 9. April 1679, X 9. Juli 1701, Chevalier d’Albert, Comte de Châteaufort

  3. (I) Marie-Louise, Nonne
  4. (I) Henriette-Thérèse, Nonne
  5. (I) Françoise-Paule, † 1670 ; ⚭ 3. Februar 1667 Henri III, Marquis de Lavardin, † 1701 (Haus Beaumanoir)
  6. (I) Félix-Paul, † 1651, Zwilling
  7. (I) Thérèse † 1651, Zwilling
  8. (II) Marie-Anne, * 1663, † 20. August 1679 ; ⚭ 19. Februar 1678 Charles III. de Rohan, Prince de Guémené, † 1727. (Stammliste der Rohan-Guéméné)
  9. (II) Charlotte-Victoire, * 6. Oktober 1667, † 22. Mai 1701; ⚭ 29. August 1682: Alexandre III. Duc  de Bournonville, † 1705. (Haus Bournonville)
  10. (II) Catherine-Angélique, * 9. November 1668 ; ⚭ 23. November 1694: Charles Gouffier, Marquis d'Heilly, X 23. Mai 1706 (Haus Gouffier)
  11. (II) Jeanne-Baptiste, * 18. Januar 1670 ; ⚭ 25. August 1683 Joseph de Scaglia Comte de Veruë, X 1704.
  12. (II) Louis-Joseph, * 1. April 1672, † 8. November 1768, Comte de Wertingen, Comte de Hohenreichen, Prince de Grimbergen; ⚭ 17. März 1715 Madeleine, Tochter von Philippe Prince de Berghes (Haus Glymes)
    1. Thérèse-Pélagie, † 5. Juli 1736 ; ⚭ 22. Januar 1735 Charles Duc de Luynes, † 1771 (siehe oben)

  13. (II) Charles-Hercule, * 8. März 1674, † 1734, Chevalier de Luynes.
  14. (II) Jeanne-Thérèse, * 8. Oktober 1675 ; ⚭ 16. März 1698 Louis Comte de Clermont-Lodève, † 1705. (Haus Amboise).

### Seit dem 18. Jahrhundert
1. Marie-Charles, * 24. April 1717, † 8. Oktober 1771, Duc de Luynes, Duc de Chevreuse, Duc de Montfort-l'Amaury, Prince de Neufchâtel, Prince d'Orange, Prince de Wallengin, Pair de France, 1743 Feldmarschall, 1748 Generalleutnant ; ⚭ I 22. Januar 1735 Thérèse, Tochter von Louis Comte de Wertingen, † 1736 (siehe unten); ⚭ II 5. Juli 1736 Henriette, Tochter von Procope Pignatelli Comte d’Egmond, † 1. September 1782 – Vorfahren siehe oben
  1. (II) Charles-Marie, * 23. Mai 1740, † 12. April 1758, Comte de Dunois
  2. (II) Marie-Pauline, * 7. September 1744, † 17. Oktober 1781 ; ⚭ 23. Mai 1758 Joseph Duc de Chaulnes, † 1793 (siehe oben)
  3. (II) Louis-Joseph, * 4. November 1748, † 20. Mai 1807, Duc de Luynes, Duc de Chevreuse, Duc de Montfort-l'Amaury, Marquis de Dangeau, Comte de Dunois, Comte de Noyers, Pair de France, 5. Dezember 1781 Feldmarschall, 1789 Deputierter für den Adel der Touraine in den Generalständen, 5. September 1803 – 20. Mai 1807 Senator, 23. Mai 1807 im Panthéon bestattet, der Körper wurde am 28. August 1862 exhumiert und an die Familie zurückgegeben; ⚭ 19. April 1768 Guyonne, Tochter von Gui Duc de Laval (Haus Montmorency)
    1. Pauline-Hortense, * 1. August 1774, † 30. Juli 1858 ; ⚭ 12. August 1788 Mathieu Duc de Montmorency-Laval, † 1826 (Haus Montmorency)
    2. Charles-Marie, * 16. Oktober 1783, † 20. Juni 1839 Schloss Dampierre, Duc de Luynes, Duc de Chevreuse, Pair de France ; ⚭ 24. Januar 1802 Françoise, Tochter von François Comte de Narbonne-Pelet, † 6. Juli 1813.
      1. Honoré-Théodoric, * 15. Dezember 1802, † 15. Dezember 1867, Duc de Luynes, Duc de Chevreuse, ⚭ I Marie-Françoise, * 29. Dezember 1802, † 23. Juli 1824, Tochter von Gabriel Dauvet, Marquis de Mainneville; ⚭ II 18. Februar 1846 Adèle, † 26. Juli 1861 Schloss Dampierre, Tochter von Gabriel Amys du Ponceau
        1. (I) Honoré-Louis, * 3. Februar 1823, † 9. Januar 1854, Duc de Chevreuse ; ⚭ 12. September 1843 Valentine, * 2. Februar 1824, † 28. Oktober 1900, Tochter von Jules Vicomte de Contades.
          1. Marie-Julie, * 21. Juli 1844, † 15. November 1865 ; ⚭ 4. Juni 1863: Elzéar de Pontevès, Marquis de Sabran, † 1894
          2. Charles-Honoré, * 22. Juni 1845, Duc de Luynes, Duc de Chevreuse, X 2. Dezember 1870 Loigny ;⚭ 4. Dezember 1867 Yolande, Tochter von Sosthène Duc de La Rochefoucauld, † 1905 (Haus La Rochefoucauld)
            1. Honoré, * 30. Oktober 1868, † 13. März 1924, Duc de Luynes, Duc de Chevreuse ;⚭ 12. Dezember 1889 Simone de Crussol d'Uzès, * 7. Januar 1870, † 1946, Tochter von Emmanuel, Duc d’Uzès (Haus Crussol)
              1. Emmanuela, * 26. September 1891, † 5. Juli 1947 ; ⚭ 12. August 1926, geschieden 1940, François de Corbel-Corbeau, Marquis de Vaulserre, † 1976
              2. Charles Honoré Jacques Philippe Marie Louis, Duc de Chevreuse, * 31. August 1892, † Chantilly 28. Januar 1918 bei einem Flugzeugabsturz
              3. Elisabeth, * 24. September 1895, † 4. November 1976; ⚭ 15. März 1922 Emmanuel, Marquis du Bourg de Bozas, † 1990
              4. Yolande, * 15. September 1897, † 1. September 1945
              5. Marie, * 14. November 1898, † 31. Januar 1929 ;⚭ 15. April 1925 Napoléon Duc de Montebello, † 1988 (Haus Lannes)
              6. Philippe, * 12. August 1905, † 13. Juli 1993, Marquis d’Albert, Duc de Luynes, Duc de Chevreuse, Prince de Neufchatel et de Vallengin, Comte de Tours et de Dunois ; ⚭ 5. Juli 1934 Juana Diaz Unzue, * 10. Juni 1914 Buenos Aires, † 31. Mai 1993, Tochter von Javier
                1. Ynès, * 28. Juli 1939 ; ⚭ 4. Juni 1960 Napoléon Murat, * 15. Juli 1925 (Haus Murat)
                2. Elisabeth, * 30. Mai 1942 ; ⚭ 30. Juni 1962 Roland Le Gras, Comte de Luart de Montsaulnin, * 1940
                3. Charles, * 1. Dezember 1943, † 25. März 1959, Duc de Chevreuse
                4. Jean, * 16. Februar 1945, † 30. März 2008, Comte de Dunois, Duc de Luynes ; ⚭ 24. September 1973 Christine Hélène Roussel, * 1951
                  1. Philippe Jean Paul, * 3. Januar 1977, Duc de Luynes, Duc de Chevreuse
                  2. Hélène Christine Marie, * 16. Februar 1979

                5. Jacques, * Buenos Aires 17. September 1946, Duc de Chaulnes ; ⚭ 28. November 1977 Susana Ines Cruz Suarez, * 1942
                  1. Charles, * 3. Mai 1978

                6. Marie, * 16. Januar 1948 ; ⚭ 9. Dezember 1966, geschieden 1972, Jean Robert Loppin, Comte de Montmort, * 1939
                7. Pierre Marie Raymond Philippe, * 25. März 1952 ; ⚭ 11. November 1980 Teresa Lariviere, * 1956
                  1. Marie, * 26. Juni 1982
                  2. Pierre, * 18. Oktober 1983
                  3. Paul, * 12. März 1987

                8. Thomas Marie Raymond, * 3. Februar 1956

            2. Yolande-Louise, * 6. August 1870, † 18. Oktober 1952. ⚭ 10. Dezember 1892 Adrien-Maurice Duc de Noailles, † 1953 (Haus Noailles)

          3. Paul-Marie, * 16. Februar 1852, † 26. September 1881, Duc de Chaulnes et de Picquigny. ⚭ 1. April 1875 Sophie Augustinova Fürstin Galicina, * 1. Januar 1858, † 14. Februar 1883, Tochter von Fürst Augustin Petrovic
            1. Marie Thérèse, * 12. Januar 1876, † 21. Oktober 1941; ⚭ 10. Januar 1894, geschieden 1940, Louis de Crussol d’Uzès, Duc d’Uzès, † 1943 (Haus Crussol)
            2. Emmanuel Théodore Bernard Marie, * 10. April 1878, † 23. April 1908, Duc de Chaulnes et de Picquigny, ⚭ 15. Februar 1908 Theodora Shants, * 21. März 1882 Washington, † 19. Oktober 1966, Tochter von Theodore Perry Shants
              1. Emmanuel Théodore Bernard Marie, * 16. November 1908, † 5. Juni 1980, Duc de Chaulnes et de Picquigny